# Rodrigo Lago
Rodrigo Pires Ferreira Lago (São Luís, 13 de junho de 1979) é uma advogado e político brasileiro. Atualmente é deputado estadual do Maranhão pelo PCdoB.

## Biografia
Rodrigo Lago é advogado e atuou como conselheiro seccional e federal da Ordem dos Advogados do Brasil (OAB), tendo sido diretor-presidente da Escola Superior da Advocacia (ESA/MA) e membro consultor da Comissão Nacional de Estudos Constitucionais do Conselho Federal.
Durante o governo de Flávio Dino, ocupou diversos cargosː secretário de Transparência (2015-2018), chefe da Casa Civil (2018), secretário de Articulação Política e Comunicação (2019-2020) e secretário de Agricultura Familiar (2021-2022) Foi, ainda, presidente da Companhia de Gás do Maranhão (Gasmar), de 2018 a 2019.
Foi eleito deputado estadual em 2022 com 43.292 votos, pelo PCdoB.
É filho do ex-deputado estadual Aderson Lago.